# أنطونيو هيدالغو رودريغيز
أنطونيو هيدالغو رودريغيز (بالإسبانية: Antonio Hidalgo Rodríguez)‏ (15 فبراير 1943 بإشبيلية في إسبانيا - 6 مارس 2014) هو لاعب كرة قدم إسباني في مركز الدفاع. لعب مع سلتا فيغو ونادي إكستريمادورا ونادي بطليوس وريال بيتيس بي.

## وصلات خارجية
- أنطونيو هيدالغو رودريغيز على موقع قاعدة بيانات كرة القدم.إي يو (الإنجليزية)
- أنطونيو هيدالغو رودريغيز على موقع عالم كرة القدم.نت (الإنجليزية)